# Disperis cooperi
Disperis cooperi är en orkidéart som beskrevs av William Henry Harvey. Disperis cooperi ingår i släktet Disperis och familjen orkidéer. Inga underarter finns listade i Catalogue of Life.